# 温堡乡
温堡乡，是中国宁夏回族自治区固原市隆德县下属的一个乡，也是宁夏回族自治区的一块飞地，位于县境西南部，距县城27公里，四周被甘肃省平凉市包围，与平凉市静宁县和庄浪县交界。
温堡乡面积80.53平方公里，总人口12355人（2000年）。该乡1956年划归隆德县，1958年成立建国人民公社，后改名为温堡公社，1984年成立温堡乡。下辖15个行政村。

## 行政区划
温堡乡下辖以下地区：
吴川村、田柳村、杜堡村、温堡村、张杜村、杨堡村、老庄村、杜川村、杨坡村、北山村、大麦村、新庄村、夏坡村、前进村和吕梁村。